# إنترلوكين 17أ
إنترلوكين 17أ (بالإنجليزية: Interleukin 17A)‏ هو بروتين بشري وأحد أفراد مجموعة إنترلوكين 17.